# 吉川線
吉川線（よしかわせん）とは、殺人事件被害者の首に見られるひっかき傷の跡である。

## 概要
絞殺・扼殺されようとする際に、被害者が紐や犯人の腕を解こうとするなどの抵抗により、自分の首の皮膚に爪を立てて傷を付けてしまうことにより発生する。
同時に、被害者の爪にも血液や皮膚の断片が付着していることが多い。
吉川線の有無により自分で首を吊った自殺か、絞殺・扼殺による他殺かの判断基準の一つとされている。
名称の由来は、日本・警視庁の鑑識課長を務めた吉川澄一（1885年 - 1949年）が、ひっかき傷が他殺の証拠にあると着目し、学会で発表した事にちなんでいる。